# Диас, Франсис
 Франсис Диас  (исп. Francisco Díaz; 12 октября 1713, Эсиха, Испания — 28 октября 1748, провинция Фучжоу, Китай) — святой Римско-католической церкви, священник из монашеского ордена доминиканцев, мученик.

## Биография
Франсис Диас, вступив в монашеский орден доминиканцев, в 1736 году отправился на миссию в Манилу, Филиппины. Через некоторое время его отправили заниматься миссионерской деятельностью в провинцию Фучжоу, Китай. В середине XVIII века в Китае начались народные волнения и Франсису Диасу предложили переехать обратно в Манилу, однако, он решил остаться на миссии в Китае. 26 июня 1746 года Франсис Диас был арестован за проповедование христианства и казнён 28 октября 1748 года в тюрьме.

## Прославление
Франсис Диас был беатифицирован 14 мая 1893 года Римским Папой Львом XIII и канонизирован 1 октября 2000 года Римским Папой Иоанном Павлом II вместе с группой 120 китайских мучеников.
День памяти в Католической Церкви — 9 июля.